# Siegel Amerikanisch-Samoas
Das Siegel Amerikanisch-Samoas, eines amerikanischen Außengebietes im südlichen Pazifischen Ozean, hat einen runden Schild und zeigt in Schwarz und Weiß samoanische Zeichen der Mythologie und Kultur. Markant sind die zwei gekreuzten Objekte, welche die Weisheit und den zeremoniellen Stab die Staatswürde darstellen. Mittig eine Kava-Schüssel, die an die Form einer polynesischen Rundhütte erinnert.
Das Motto „SAMOA MUAMUA LE ATUA“ am unteren Rand des Siegels bedeutet sinngemäß übersetzt „Samoa, möge Gott der Erste sein“. Am oberen Rand steht „SEAL OF AMERICAN SAMOA *17. April 1900“. Die schwarze Schrift ist auf Weiß und beide Schriftfelder am Rand werden durch eine Gravur aus einer größeren Anzahl kleiner Dreiecke verbunden.